# هرزند جدید
هرزند جدید یکی از روستاهای استان آذربایجان شرقی است که در دهستان هرزندات شرقی بخش مرکزی شهرستان مرند واقع شده است.
مردم هرزند جدید به تاتی سخن می‌گویند. که زبان قدیم آذربایجان است،